# Ritchie Boys

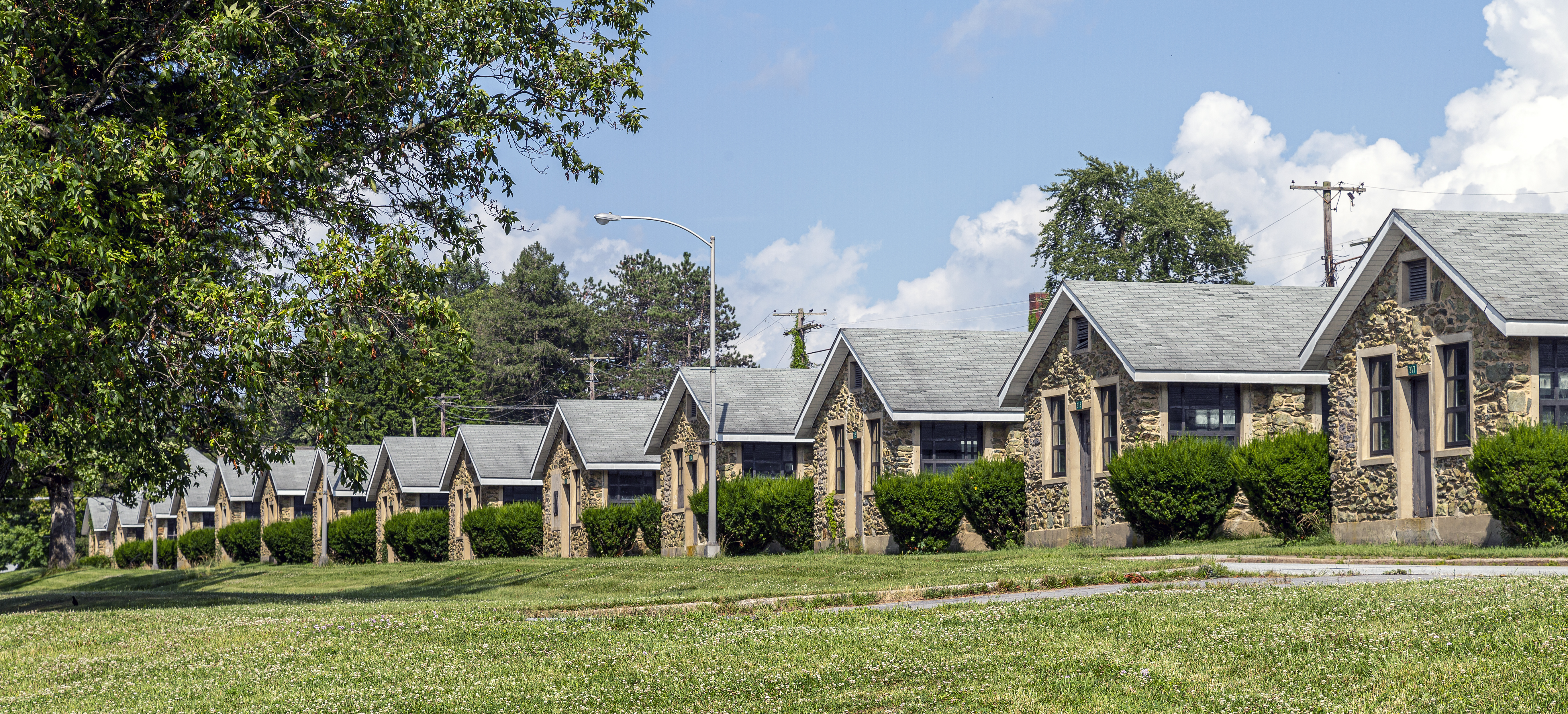
Pevnost Ritchie

Ritchie Boys byla skupina mladých, většinou židovských Němců, kteří uprchli z jejich rodné země a imigrovali do USA. Tam se nechali naverbovat do Armády Spojených států amerických a trénovali v Military Intelligence Training Center, dříve také známé jako Camp Ritchie, dnes jako Fort Ritchie v Marylandu. Zde trénovali speciální metody psychologické války. Výhodou tohoto druhu boje byla lepší znalost němčiny a mentality než američtí vojáci. Úkolem těchto vojáků bylo především pozorování nepřátel a demoralizovat je k tomu, aby bezpodmínečně kapitulovali. 
Po vstupu USA do druhé světové války se Ritchie Boys stali významnou zbraní pro Spojenecké síly. Na pevninu Evropy "poprvé" vstoupili 6. června 1944 při vylodění v Normandii společně s vojáky Spojeneckých sil. Krátce po dosáhnutí pevniny se oddělili od ostatních vojáků a začaly plnit úkol, pro který byli vycvičeni. Spojence tak mohli zásobovat cennými informacemi. Navíc demoralizováním Němců pomohli prolomit obranu Třetí říše. Často vyslýchali válečné zajatce aby získali informace o nepřátelské síle, přesunech vojsk a fyzickém a psychickém stavu Němců. Občas měli také na starost podávat dezinformace pomocí novin, radiových vysílání, rozhlasových vozů apod., aby vyzvali německou populaci a armádu k ukončení odporu vůči Spojeneckým silám. 
Po válce mnozí z Ritchie Boys sloužili jako překladatelé během Norimberského procesu. Od té doby nenastalo již žádné podobné vytvoření vojenských jednotek. Mnoho z nich se stalo úspěšnými politiky, vědci nebo podnikateli. Mezi Ritchie Boys patřilo několik významných lidí, jako např. Hans Habe, Klaus Mann, Stefan Heym, Hanus Burger nebo David Robert Seymour.
V roce 2004 byl natočen dokumentární film The Ritchie Boys režisérem Christianem Bauerem, který vypráví o zážitcích jednotky Ritchie Boys.
| „             | Když jsem vstoupil do armády, bylo mi 21 – prakticky jsem byl ještě kluk. Sice mazaný, ale přece jen dítě. Pro nás, Ritchie Boys z Evropy, to bylo jako bychom se podruhé narodili. Mohli jsme se zbavit minulosti, bojovat proti tomu, učinit něco pro tuto kouzelnou zem, která mi dovolila žít. | “ |
| — Fred Howard | |   |